# 温弗里德·弗罗伊登贝格
温弗里德·弗罗伊登贝格（德語：Winfried Freudenberg，1956年8月29日—1989年3月8日）是最后一个试图从东德翻越柏林墙逃往西柏林时死亡的人。他乘坐自制气球越过柏林墙时，从西柏林高空坠下身亡。

## 生平
弗罗伊登贝格出生于奥斯特维克，在萨克森-安哈尔特州的吕特根罗德镇长大。该镇毗邻当时德意志联邦共和国（西德）与其祖国德意志民主共和国（东德）的边界——作为苏联卫星国，东德隶属共产主义东方阵营。完成电工学徒培训后，他通过夜校取得中等教育文凭，继而进修信息技术并获得电机工程师资格。1988年10月，他与化学家妻子扎比娜成婚，两人曾在伊尔梅瑙大学同窗求学，在学生俱乐部活动中相识。
柏林墙的修筑使东德彻底阻断了他们通往西德的职业发展通道，夫妇二人——尤其是温弗里德——对无法逾越边境的失望情绪日益加剧。婚礼甫一结束，两人立即着手策划逃亡计划：借助灌注天然气的自制气球飞越边境。

## 逃亡计划
作为逃亡计划的关键环节，弗罗伊登贝格入职市政燃气公司以获取天然气资源，夫妇二人则迁居东柏林普伦茨劳贝格区。1989年1月至2月间，他们开始制作高13（43英尺）、直径11（36英尺）的聚乙烯气球囊体——将材料裁成条幅拼贴粘合，外层捆扎麻绳网加固。气囊下方未设吊篮，仅悬挂着由两根扫帚柄组成的座椅。
3月7日晚，他们认为风力条件有利于逃亡。于是驾车前往布兰肯堡街区的一个燃气调节站——弗罗伊登贝格持有该站钥匙，并于午夜开始向气球内填充气体。凌晨1点过后，远处已能看到气球。一名凌晨1点30分下班回家的服务员注意到气球，随即致电人民警察。
凌晨两点刚过，夫妇二人听闻巡逻车逼近时，气球尚未充气完毕。因担忧浮力不足以承载两人，加之扎比娜始终犹豫不决，他们仓促决定由弗罗伊登贝格独身逃亡。他攀上横梁割断缆绳。单人负载使气球获得超乎预期的浮力，急速蹿升。悬垂的压载沙袋在升空时截断高压线，引发短路爆燃。尽管东德边防军惯常射杀越境者，但考虑到泄漏的天然气可能引发爆炸而未敢开枪；更误以为弗罗伊登贝格已触电身亡（实未发生）。23岁的扎比娜返抵寓所时，史塔西早已在此蹲守。 

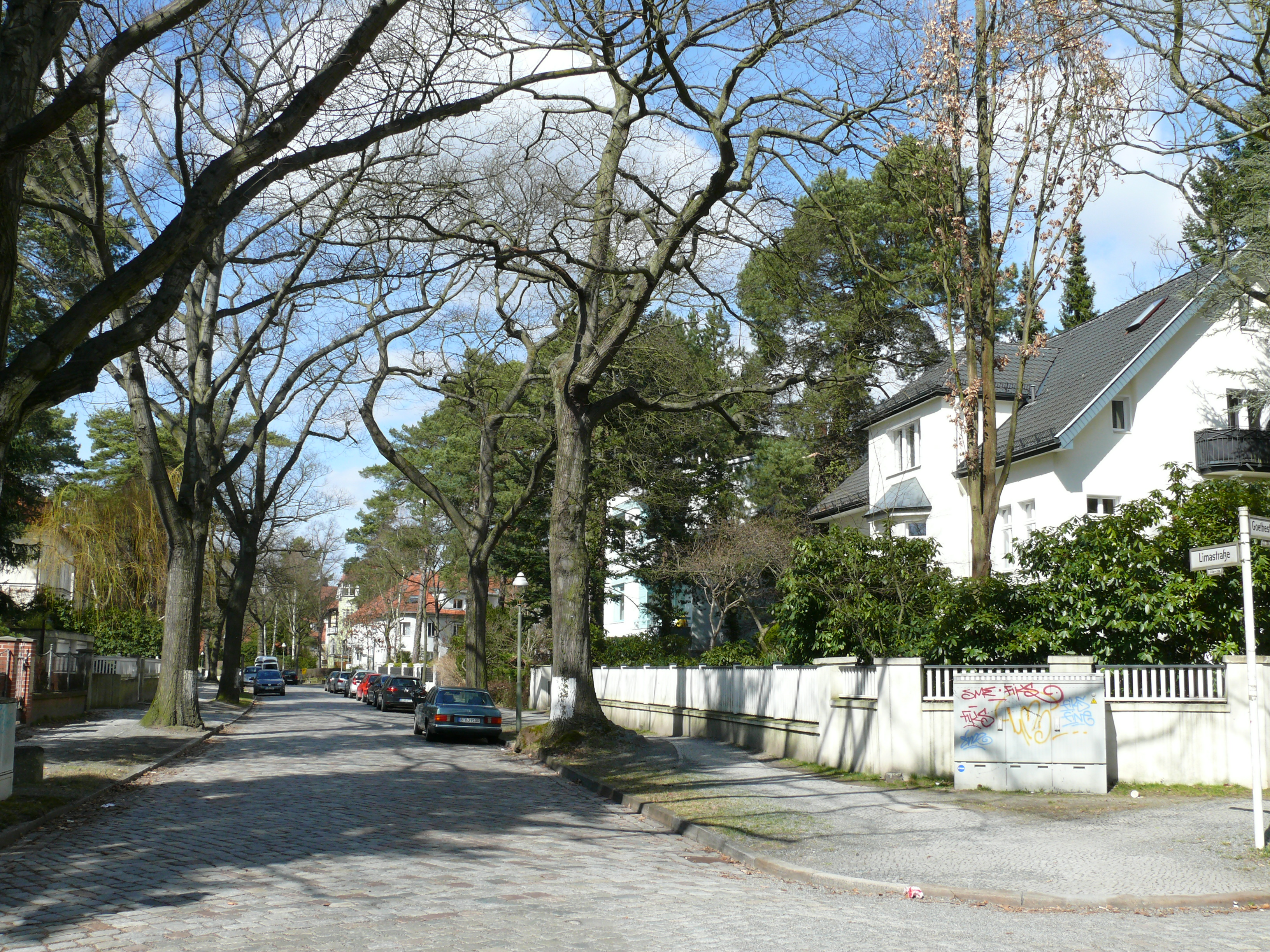
弗罗伊登贝格的尸体在采伦多夫利马大街的一栋别墅花园中被发现

这具临时改造的气球因浮力过剩且缺乏有效的排气阀，急速攀升至远超计划的高度。弗罗伊登贝格无法下降，滞空长达五个多小时。初始航向为西偏西南，其时风速约20每小時（12英里每小時），本应二十分钟即可抵达西柏林空域。随后气球飞越柏林泰格尔机场，途中部分压载物脱落，此时高度必已突破2,000（6,600英尺）——因高层风向转变，航向转为正南。拂晓时分，气球被魔鬼山观测站误判为气象气球。最终在7时30分，即将再度进入东德领空之际，弗罗伊登贝格坠亡于采伦多夫区某豪华别墅花园。气球残骸散落于数百米外两条大道交叉口的一棵树上。数小时后，其遗体在利马大街别墅花园被发现。尸检证实系坠地瞬间死亡：全身骨骼几近全碎，脏腑俱损。
弗罗伊登贝格坠落的直接原因尚不明确。西柏林警方推测，当时他爬上球网并成功的切开了气囊，但在随后的过程中失去了抓握力。
事件发生后，东德警方对弗罗伊登贝格的朋友、家人、熟人、同事及妻子展开调查，以确定是否有人参与逃亡行动。由于国际社会对当时逃亡者克里斯·格弗罗伊遭东德边防军射杀事件的关注与施压（克里斯是最后一名死于东德枪口下的逃亡者），扎比娜获得了相对宽大的判决——三年缓刑，并于1989年10月获得大赦。次月，东德开始允许公民赴西德旅行，数月后柏林墙被拆除，两德重新统一。

## 生后
人们在弗罗伊登贝格坠亡的地点附近树立了一座近两米高的纪念碑以纪念这场悲剧。这座纪念碑在红色的背景上用白色写着“气球逃亡，结局致命”。2015年10月，柏林艺术研究学院的团队与扎比娜合作将一部名为《气球——一个德国案例》（Der Ballon – ein deutscher Fall）的戏剧搬上舞台。创作团队的成员之一卡罗琳·拉布施为此写了一本名为《我曾希望我们能飞翔》（Ich hatte gehofft, wir können fliegen）的书来记录这一事件。